# Puerta de Coria (Cáceres)

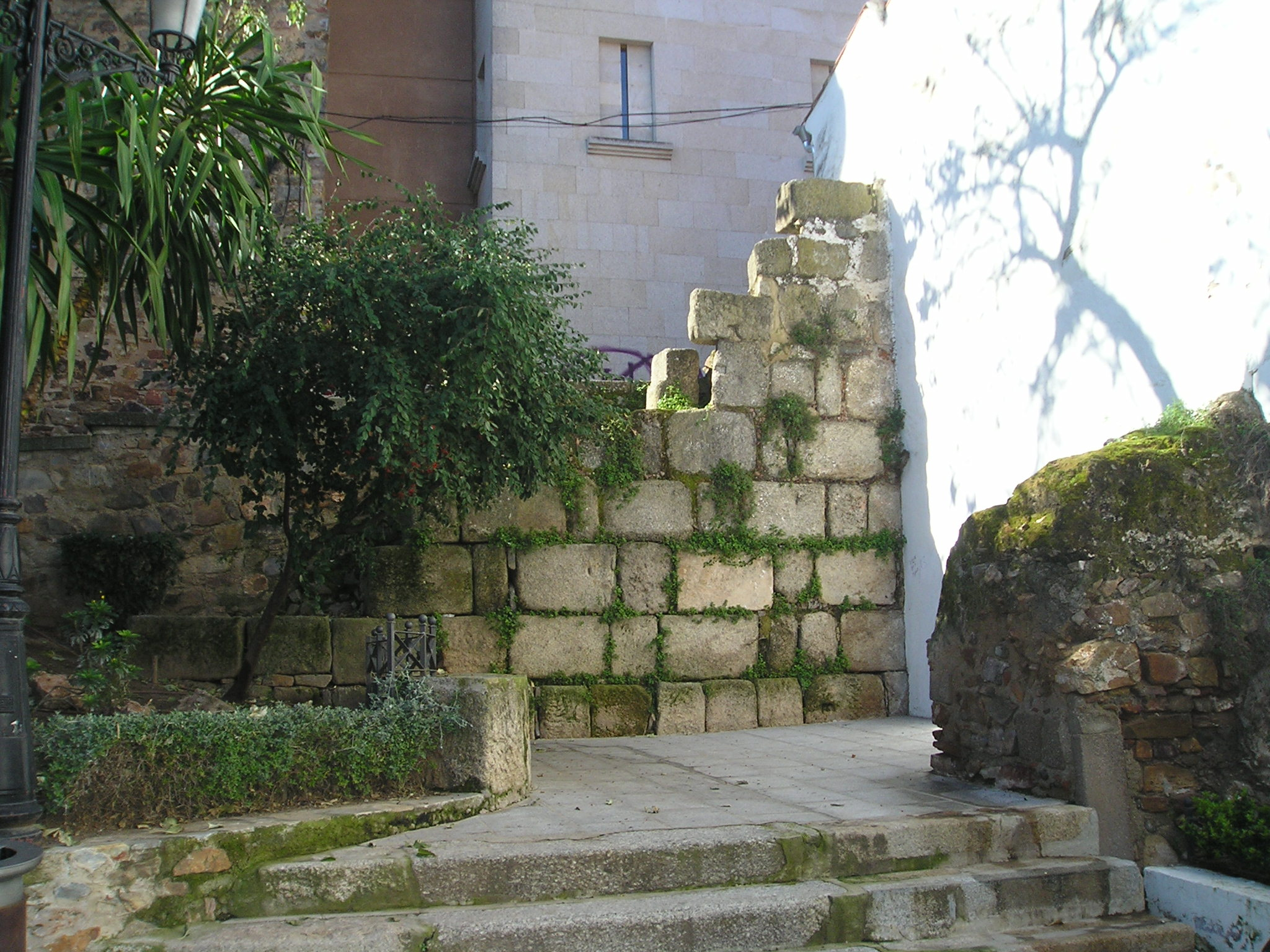
Restos de los sillares de la muralla bajoimperial de Cáceres junto a la ubicación de la desaparecida puerta de Coria.

La puerta de Coria o arco del Socorro fue una de las cuatro puertas con las que contaba el recinto amurallado de Norba Caesarina (actual Cáceres) durante la época romana. Se encontraba en el solar que actualmente ocupa la plaza del Socorro, en la ciudad vieja de Cáceres (Patrimonio de la Humanidad desde 1986). Se mantuvo en uso hasta 1879, cuando fue derribada por iniciativa uno de los notables locales del Partido Liberal, Joaquín Muñoz Chaves.

## Historia

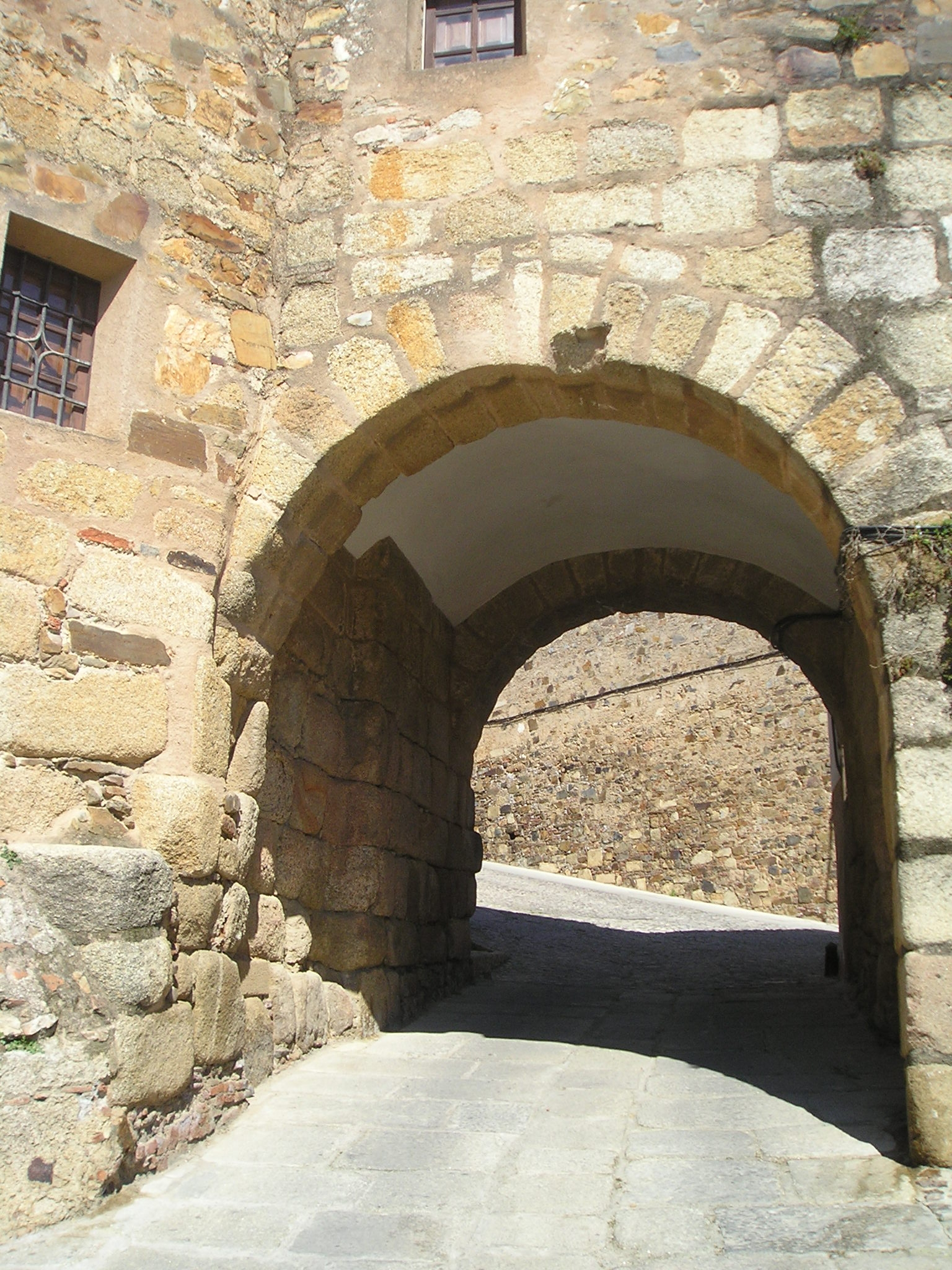
Arco del Cristo: puerta este de la antigua muralla romano-medieval de Cáceres, la única que se conserva. Se cree que el Arco del Socorro era muy similar.

Durante la época romana, el recinto amurallado de Cáceres, que tenía una forma aproximadamente rectangular, con su cardo y su decumano, contaba con cuatro puertas, situadas en cada uno de los puntos cardinales. La más septentrional era de la de Coria (en la actualidad, todas las puertas romanas, salvo la del Río, o Arco del Cristo, en el flanco oriental de la muralla, han desaparecido). La Vía de la Plata bordeaba el emplazamiento de Norba Caesarina por el este, siguiendo la Ribera del Marco. Derivaciones de la calzada unían la vía romana con Norba a través de las puertas del Río, Mérida y Coria. La muralla fue reconstruida en tiempos del dominio almohade y según la tradición, fue la puerta de Coria por donde las tropas de Alfonso IX de León entraron en la ciudad durante la conquista definitiva de Cáceres, en 1229.
La puerta permaneció en pie hasta el siglo XIX. Ya en el siglo XVIII, los vecinos de la zona habían pedido su desaparición para mejorar la higiene de la zona, lúgubre y considerada un foco de insalubridad. En 1764 tuvo lugar la primera petición para la transformación de la puerta, por parte de Pedro Antonio Roco de Godoy, miembro de la aristocracia cacereña, de forma que se facilitase el acceso de coches y carretas (ya en 1751 se había derribado la puerta de Mérida por motivos similares).
En 1879, Joaquín Muñoz Chaves, miembro de una de las familias que, al servicio del el Partido Liberal, gobernaban mediante prácticas caciquiles la provincia de Cáceres y que posteriormente sería senador, solicitó permiso al ayuntamiento de la ciudad para proceder al derribo de la puerta. Chaves, que vivía en una casa de la calle de las Tiendas, próxima al arco, argumentó en su solicitud que la puerta era un foco de insalubridad y que el arco no estaba a la altura de lo que la ciudad de Cáceres merecía (según Chaves, el arco «despojado por completo de todo mérito artístico que aconseje su conservación tiene en sus rincones un depósito de suciedad incompatible con la buena higiene y limpieza de esta parte de la población»; además, «constituye en sus pesadas arquerías un poderoso obstáculo al ensanche y buen ornato del sitio en que está emplazado»).
Tanto el informe del arquitecto municipal, Emilio María Rodríguez, como el dictamen de la Comisión de Ornato del Ayuntamiento de Cáceres, en sesión celebrada el 29 de octubre de 1879, se mostraron favorables al derribo, autorizando a Chaves «para que por su cuenta realice dicha obra, utilizándose de los materiales que se produzca».
Aunque la Real Academia de Bellas Artes de San Fernando pidió al ayuntamiento que no accediera a ello, al tratarse de un acto contrario a la legislación, cuando el oficio enviado por la academia llegó a Cáceres en febrero de 1880, el alcalde, José López-Montenegro ya había aprobado la demolición y esta se había llevado a cabo. Según respondió el ayuntamiento, «ni por la prensa ni por persona alguna entendida se le haya nunca considerado como de mérito artístico ni científico».

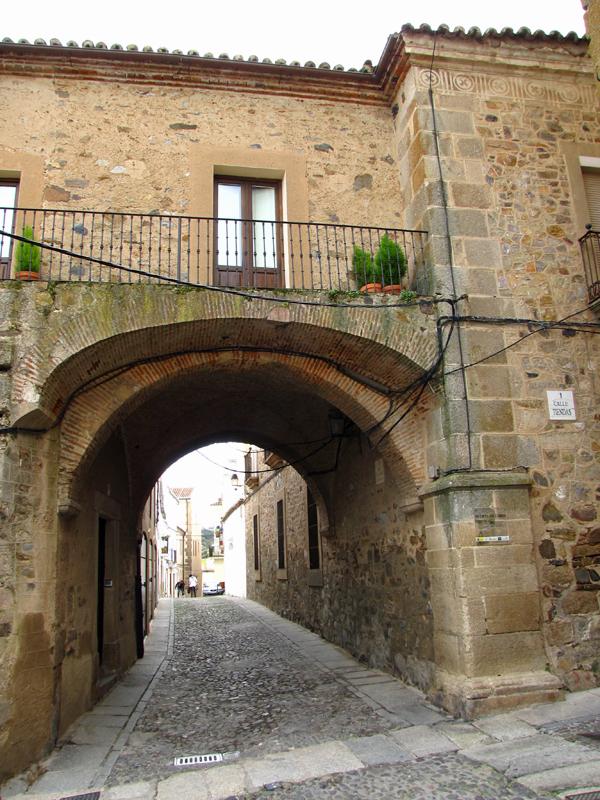
Arco situado sobre la calle Adarve Obispo Álvarez de Castro, en las inmediaciones de la antigua puerta de Coria.

Durante el siglo XVIII, se construyó un arco con bóveda de ladrillo visto para unir la citada Casa de los Condes de Trespalacios con la de los Márquez de la Plata, sobre la calle Adarve Obispo Álvarez de Castro, haciendo esquina con la calle Tiendas (que se dirige desde la plaza del Socorro hacia el centro del casco histórico). Este arco (39°28′30.8166″N 6°22′10.6674″O / 39.475226833, -6.369629833) se conserva en la actualidad. Se encontraría más al sur y perpendicular al antiguo Arco del Socorro (está situado sobre el antiguo adarve, que trascurría en paralelo a la antigua muralla).
La imagen de la Virgen del Socorro desapareció a principios del siglo XXI tras un cambio de propietario de la casa de los Condes de Trespalacios y la posterior reforma del edificio, sin que se haya vuelto a tener noticias de ella.
En la plaza del Socorro se ha acondicionado un jardín en el que se pueden observar restos de la muralla romana junto a la ubicación de la puerta de Coria.

## Aspecto
La descripción más detallada que se conserva es la referida por el ayuntamiento de Cáceres al requerimiento de la Real Academia de la Historia:

Dos fuertes machones, continuación de la muralla antigua, le servían de estribos y sin más fajas, ni cornisas, ni adornos, ni decoración alguna, volteaba un arco de sillería de medio punto y tres metros de luz, mal labrado, enrasado horizontalmente por la parte superior con fábrica de ladrillo y mampostería, mal enlucida por ambas caras y coronado por una especie de ornacina [sic] que encerraba una imagen aquí de antiguo venerada.

Según la documentación disponible, la puerta de Coria sería muy similar al Arco del Cristo. Se trataba de un arco de medio punto con dovelas almohadilladas. Sobre la puerta existía una hornacina que, tras la toma de la ciudad por los cristianos en el siglo XIII, ocupó una imagen de la Virgen del Socorro, hecho del que deriva el nombre por el que fue también conocida la puerta: Arco del Socorro; en efecto, ya en 1742 se le denominaba como puerta "de Nra. Sra. del Socorro". La puerta se hallaba flanqueada por dos torres que, tras el proceso de derribo de la muralla, quedaron integradas en las viviendas de la zona. La torre situada más occidental se encontraría en la manzana situada entre la calle Zapatería, la calle Arco de España y la propia plaza del Socorro, en tanto que la torre más oriental (conocida en su tiempo como torre del Socorro) lo está en la actual Casa de los condes de Trespalacios.
Tras la demolición de la puerta, la imagen de la Virgen del Socorro fue retirada y expuesta, a partir de 1940, en una hornacina protegida por una reja en la Casa de los Condes de Trespalacios. La imagen retirada tras la demolición era una talla policromada de unos 30 centímetros de alto, datada en el siglo XVII.